# Jezioro Żabie (powiat wałecki)
Jezioro Żabie – jezioro w woj. zachodniopomorskim, w powiecie wałeckim, w gminie wiejskiej Wałcz, leżące na terenie Równiny Wałeckiej.

## Dane morfometryczne
Powierzchnia zwierciadła wody według różnych źródeł wynosi od 1,0 ha do 1,19 ha (lustra wody i ogólna).
Zwierciadło wody położone jest na wysokości 89,9 m n.p.m.

## Hydronimia
Dane z państwowego rejestru nazw geograficznych podają zestandaryzowaną nazwę tego jeziora: Jezioro Żabie i nie podają nazw obocznych. W różnych publikacjach topograficznych jezioro to występuje pod nazwą Chude